# ATP World Tour Finals 2009 - Singolare
Il singolare dell'ATP World Tour Finals 2009 è stato un torneo di tennis facente parte dell'ATP World Tour 2009.
Novak Đoković era il campione uscente, ma è stato eliminato nel round robin.
Nikolaj Davydenko ha battuto in finale il vincitore degli US Open 2009 Juan Martín del Potro per 6–3, 6–4.

## Teste di serie
1. Roger Federer (semifinale)
2. Rafael Nadal (round robin)
3. Novak Đoković (round robin)
4. Andy Murray (round robin)

1. Juan Martín del Potro (finale)
2. Nikolaj Davydenko (Vincitore)
3. Fernando Verdasco (round robin)
4. Robin Söderling (semifinale)

## Tabellone

### Legenda
| - Q = Qualificato - WC = Wild card - LL = Lucky loser | - ALT = Alternate - SE = Special Exempt - PR = Protected Ranking | - w/o = Walkover - r = Ritirato - d = Squalificato |

### Fase finale
|  | Semifinali | Semifinali            | Semifinali | Semifinali | Semifinali |  |  | Finale | Finale                | Finale                | Finale | Finale |  |
|  |            |                       |            |            |            |  |  |        |                       |                       |        |        |  |
|  | 1          | Roger Federer         | 2          | 6          | 5          |  |  |        |                       |                       |        |        |  |
|  | 6          | Nikolaj Davydenko     | 6          | 4          | 7          |  |  | 6      | Nikolaj Davydenko     | Nikolaj Davydenko     | 6      | 6      |  |
|  | 5          | Juan Martín del Potro | 6(1)       | 6          | 7          |  |  | 5      | Juan Martín del Potro | Juan Martín del Potro | 3      | 4      |  |
|  | 8          | Robin Söderling       | 7          | 3          | 63         |  |  |        |                       |                       |        |        |  |

### Gruppo A
|   |                       | Federer          | Murray              | del Potro        | Verdasco            | RR V-P | Set V-P | Game V-P | Classifica |
| 1 | Roger Federer         |                  | 3–6, 6–3, 6–1       | 2–6, 7–6(5), 3–6 | 4–6, 7–5, 6–1       | 2–1    | 5–4     | 44–40    | 1          |
| 4 | Andy Murray           | 6–3, 3–6, 1–6    |                     | 6–3, 3–6, 6–2    | 6–4, 6(4)–7, 7–6(3) | 2–1    | 5–4     | 44–43    | 3          |
| 5 | Juan Martín del Potro | 6–2, 6(5)–7, 6–3 | 3–6, 6–3, 2–6       |                  | 6–4, 3–6, 7–6(1)    | 2–1    | 5–4     | 45–43    | 2          |
| 7 | Fernando Verdasco     | 6–4, 5–7, 1–6    | 4–6, 7–6(4), 6(3)–7 | 4–6, 6–3, 6(1)–7 |                     | 0–3    | 3–6     | 45–52    | 4          |

### Gruppo B
|   |                   | Nadal       | Đoković       | Davydenko        | Söderling        | RR V–P | Set V–P | Game V–P | Classifica |
| 2 | Rafael Nadal      |             | 6(5)–7, 3–6   | 1–6, 6(4)–7      | 4–6, 4–6         | 0–3    | 0–6     | 24–38    | 4          |
| 3 | Novak Đoković     | 7–6(5), 6–3 |               | 3–6, 6–4, 7–5    | 6(5)–7, 1–6      | 2–1    | 4–3     | 36–37    | 3          |
| 6 | Nikolaj Davydenko | 6–1, 7–6(4) | 6–3, 4–6, 5–7 |                  | 7–6(4), 4–6, 6–3 | 2–1    | 5–3     | 45–38    | 2          |
| 8 | Robin Söderling   | 6–4, 6–4    | 7–6(5), 6–1   | 6(4)–7, 6–4, 3–6 |                  | 2–1    | 5–2     | 40–32    | 1          |